# Río Bolaños

## Geografía
Nace en el estado de Zacatecas, unos 60 km al oeste de la ciudad de Fresnillo y a unos 40 km al sur del trópico de Cáncer, en el parteaguas de este río y el río Aguanaval. Unos 85 km adelante, entra en el estado de Jalisco para desembocar en el río Santiago, aproximadamente a unos 40 km al noroeste de la ciudad de Tequila. Sus últimos 32 km sirven de límite entre los estados de Jalisco y Nayarit.
Las principales localidades que atraviesa son:
- en Zacatecas: San Mateo y Valparaíso;
- en Jalisco: Mezquitic, Bolaños, Chimaltitán y San Martín de Bolaños.

Su principal afluente es el río Colotlán.
- Datos: Q516248
- Multimedia: Bolaños River / Q516248